# Malév-Flug 801A
Der Malév-Flug 801A (Flugnummer: MA801A, Funkrufzeichen: MALEV 801A) war ein internationaler Positionierungsflug der ungarischen Fluggesellschaft Malév vom Flughafen Berlin-Schönefeld zum Flughafen Budapest am 15. Januar 1975. Bei der Landung ereignete sich ein schwerer Flugunfall mit der eingesetzten Iljuschin Il-18W, die aufgrund eines Fehlers der Piloten im Anflug auf den Flughafen Budapest ins Gelände gesteuert wurde. Bei dem Unfall wurde die Maschine völlig zerstört, außerdem verloren alle neun Insassen ihr Leben.

## Maschine
Bei dem Flugzeug handelte es sich um eine im Januar 1964 gebaute Iljuschin Il-18W aus sowjetischer Produktion. Die Maschine trug die Werknummer 184007104 und die Modellseriennummer 71-04. Sie wurde am 4. April 1964 neu an die Malév ausgeliefert, bei der sie das Luftfahrzeugkennzeichen HA-MOH erhielt. Das viermotorige Langstrecken-Schmalrumpfflugzeug war mit vier Turboprop-Triebwerken des Typs Iwtschenko AI-20M mit Vierblattpropellern ausgestattet.

## Insassen
Da es sich um einen Positionierungsflug handelte, befand sich lediglich eine neunköpfige Besatzung an Bord der Maschine.

## Unfallhergang
Die Maschine befand sich unter schwierigen Wetterbedingungen mit Nebel und schlechter Sicht im Anflug auf den Flughafen Budapest. Die Sichtweite lag bei 300 Metern, die Sichtweite auf der Landebahn bei 1500 Metern. Im Endanflug beschloss der Flugkapitän, durchzustarten, als die Maschine plötzlich 1.360 Meter hinter dem Ende der Landebahn 31L und 120 Meter links von deren Anfluggrundlinie auf dem Boden aufschlug und ausbrannte. Alle neun Insassen kamen ums Leben.

## Ursache
Es wurde vermutet, dass der Flugkapitän die Landebahnbefeuerung mit der Beleuchtung des Vorfelds verwechselt habe. Zudem habe er innerhalb der 27 Sekunden vor dem versuchten Durchstart viermal seine Entscheidung darüber geändert, wie mit dem weiteren Anflug zu verfahren sei.